# جون نوسوم
جون نوسوم (بالإنجليزية: John Barr)‏ (9 سبتمبر 1917 في المملكة المتحدة - 1 يناير 1977) هو لاعب كرة قدم بريطاني (وحمل سابقاً جنسية المملكة المتحدة لبريطانيا العظمى وأيرلندا) في مركز الدفاع. لعب مع دندي يونايتد ودونفرملين أثلتيك وكوينز بارك رينجرز ونادي لانارك الثالث.